# Lophaster suluensis
Lophaster suluensis is een zeester uit de familie Solasteridae.
De wetenschappelijke naam van de soort werd in 1913 gepubliceerd door Walter Kenrick Fisher.